# Persepolis WFC
Persepolis FC Frauen (persisch: تیم فوتبال زنان پرسپولیس) ist die Frauenfußballabteilung des Persepolis Football Club, einem der erfolgreichsten und populärsten Fußballvereine im Iran. Die Frauenmannschaft wurde 2023 gegründet und nimmt an der iranischen Frauenfußballliga, der Kowsar Women Football League, teil.

## Geschichte
Die Frauenfußballabteilung von Persepolis wurde im Jahr 2023 ins Leben gerufen, weil der die asiatische Fußballverband das Bestehen einer Frauenmannschaft zu einer Bedingung zur Teilnahme an der AFC Champions League machte. Die Mannschaft tritt in der Kowsar Women Football League an, der höchsten Spielklasse im iranischen Frauenfußball.

## Stadion
Die Heimspiele der Persepolis FC Frauen werden im Azadi-Stadion in Teheran ausgetragen, das auch von der Männermannschaft genutzt wird. Das Stadion ist das größte im Iran und ein Symbol für den iranischen Fußball.